# Victoria Road (Londra)
Victoria Road è una strada di Londra, Inghilterra, Regno Unito, sita nel quartiere di Kensington.
La via corre da nord a sud lungo la Kensington High Street, in prossimità di Kensington Palace e della Royal Albert Hall. Vi sono 64 edifici lungo la strada, tra cui l'ambasciata del Vietnam.

## Storia

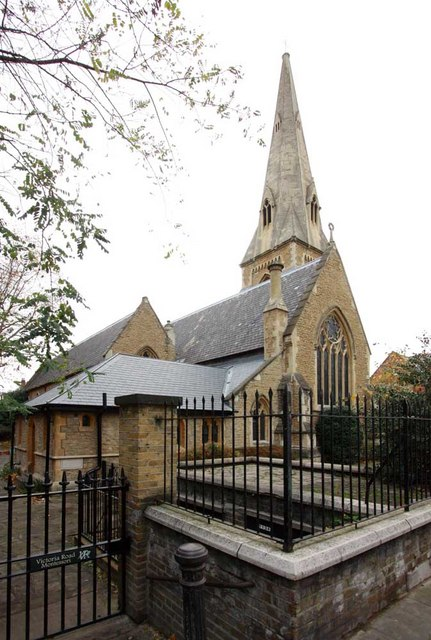
Christ Church all'incrocio tra Victoria Road ed Eldon Road

La strada era originariamente denominata Love Lane. Le tipiche abitazioni con la facciata bianca sono state edificate negli anni 1840. Nell'aprile 2012, Victoria Road venne definita la "più costosa strada del Regno Unito", fregiandosi tra le altre cose di residenti come Dustin Hoffman e l'ex re della Malaysia. Nel dicembre 2015, fu nominata "la più costosa via dell'Inghilterra e del Galles", con un costo medio per quanto riguarda le proprietà qui site pari a oltre 8 milioni di sterline, in base a uno studio della Lloyds Bank.
Tra i residenti che hanno abitato questa strada vi sono stati Thomas Oldham Barlow, Edward Henry Corbould, Henry Newbolt Famiglia Mitford Rudol'f Nureev e Freddie Mercury.